# アルダ
アルダ（Arda）は、J・R・R・トールキンのファンタジー作品群の多くにおいて舞台となった世界。クウェンヤで「王国（Realm）」の意。ヴァラールの一人、長上王マンウェの統べる世界であり、その王国であると言う意味で、アルダと呼ばれた。『ホビットの冒険』『指輪物語』などの舞台の地中つ国は、このアルダに存在する。
古代の地球として設定された惑星であるアルダは、イルーヴァタールによって創造された物質界エアに存在する。はじめアルダは平面の大地を持つ世界として作られ、中心には神性に近い聖なる精霊たちヴァラールの住居がおかれた。ヴァラールのうちの邪悪なものメルコールがこれを損なったとき、世界は作り変えられ、その完全な対称性は失われ、ヴァラールはヴァリノールへと移ったが、その後もまだエルフは中つ国から航海してヴァリノールに到ることができた。人間が不死を求めてヴァリノールに到ろうとしたとき、アルダは球形の大地を持つ世界に作り変えられ、ヴァリノールとその位置するアマンの大陸はアルダから取り去られたのである。

## 平面の大地の時代

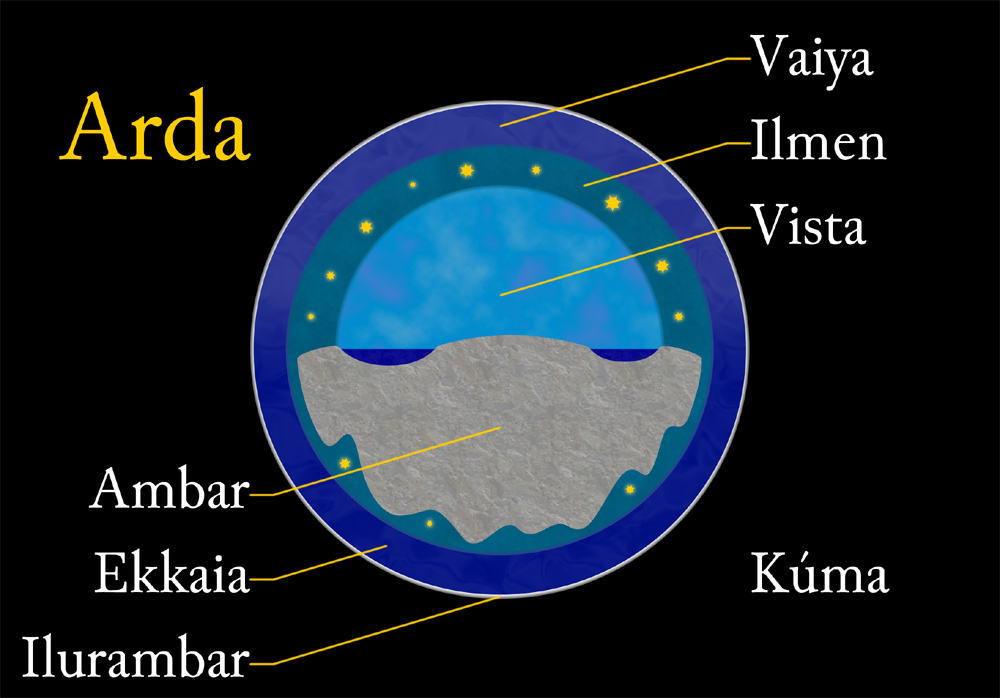
虚空（クーマ、Kúma）の中にあるアルダを描いたスケッチ。太陽および月の創造以前の姿であり、平面的な大地アンバール（Ambar）を取り巻く大海エッカイア（Ekkaia）、大気ヴィスタ（Vista）、星界イルメン（Ilmen）が見られる。
灯火の時代における平面世界としてのアルダ

イルーヴァタールによる物質界の創造とアイヌールによるアルダの創世は、「アイヌリンダレ」（『シルマリルの物語』所収）に語られている。
エア（Eä）は、世界の始まりにおいてアイヌールが虚空に見た光景の具現化としての物質界を指すクウェンヤの名称である。このことばは、「存在する」を意味するクウェンヤ語句のアオリスト形に由来する。すなわち、「エア」とは「存在するもの」を意味する。「エア」は、唯一神エル・イルーヴァタールが世界を「〈存在する〉」ものとするために発した言葉であった。
虚空（クーマ Kúma、外なる闇）は、アルダの外側である。アルダからは「夜の扉」を介して到達することができる。ヴァラールは、怒りの戦いで敗北したメルコールを虚空へと追放した。伝説は、メルコールは世界の終末の戦いダゴール・ダゴラスに先立ってアルダに帰還すると予言している。虚空は、エアの創造以前の何も存在しなかった状態とは異なるものである。
アルダ（Arda、地球）が作られたとき、「無数の星々」はすでに存在していた。より大きな光をもたらすため、ヴァラールはのちに中つ国に二つの灯火をつくり、それが破壊されてからはヴァリノールの二本の木を生み出した。これらの出来事がそれぞれ灯火の時代と二本の木の時代のはじまりとなったが、中つ国における星々の時代は太陽がつくられるまでつづいた。二本の木の時代にエルフがめざめる直前、ヴァルダは「新しい、より明るい」偉大な星々と星座を作った。
イルーヴァタールはアルダを平面世界の構造で作った。円盤状のアルダは大陸と海を持ち、月と星々がまわりを回った。アルダはエルフと人間のための「住まう場所」（アンバール）として作られた。この世界は、ヴァラールの作った2つの灯火、すなわちイッルインとオルマルによって照らされていた。灯火を支えるため、アウレは中つ国の大陸の南北に、北のヘルカールと南のリンギルという2本の巨大な岩の柱を築いた。イッルインはヘルカールに、オルマルはリンギルにおかれた。双方の灯火の光が入り交じる円柱のあいだ、大湖の中心に浮かぶ島アルマレンにはヴァラールが住んでいた。メルコールが灯火を破壊したとき、2つの広い内海（ヘルカールとリンギル）と2つの大海（ベレガエルと東の海）が形成されたが、アルマレンと湖は破壊された。ヴァラールは中つ国を去って新しく西方に形成されたアマンの大陸にうつり、ヴァリノールと呼ぶ彼らの家を作った。メルコールによるアマンへの攻撃を妨げるために、彼らは中つ国の大陸を東へと動かし、あいだのベレガエルを広げ、中つ国に青の山脈、赤の山脈、灰色山脈、黄の山脈、風の山脈という5つの大規模な山脈を隆起させた。この行為の結果、大陸と海の対称的な配置は崩れることとなった。
エッカイア（Ekkaia）は包み込む大洋（Enfolding Ocean）、取り巻く海とも呼ばれ、第二紀のおわりの大変動の前の世界を囲む暗い海だった。地球が平らだったころ、エッカイアは海に浮かぶ船のようなアルダを完全に囲んで流れていた。エッカイアの上には大気の層があり、水の王ウルモはアルダの下の部分に住んでいる。エッカイアは非常に冷たく、中つ国の北西でベレガエルの海と出会うところには、氷の裂け目ヘルカラクセが形作られている。世界を周回する太陽は、エッカイアを通り抜ける際に海を熱するとされる。
イルメン（Ilmen)は第二紀末の大変動の前にあった、光に満たされた清らかな大気の領域である。星々やその他の天体はこの領域に位置する。世界をまわる月はイルメンを通り、帰り道ではイルメンの裂け目へと落ち込んでゆく。

## 球形の大地の時代

ヌーメノールの没落と世界の変わる日。 アマンはアルダから離された[T 7][2]。 （大陸の形状は模式図）
トールキンはアルダを遠い過去の地球とみなした[3]。すべての民は人間を除いて姿を消し、大陸は形を変え、中つ国は伝承や伝説、あるいは古い言葉のなかのおぼろげな記憶となっていった[4]。

太陽の第二紀末、ヌーメノールの増長が究極に達したとき、イルーヴァタールはアマンをアルダから引き離し、世界を大きく変動させてヌーメノールの島を滅ぼした。トールキンの伝説体系では、ヴァリノールを含む大陸アマンを「世界の円形から」取り除いた際に行われた、平面の世界から球状の世界への破壊的な変化を描写することで、球体の地球のパラダイムを扱っている。アマンに至るただひとつ残された道は、古い「まっすぐの道」と呼ばれる中つ国の曲面を離れて空と宇宙を通る隠された経路であり、エルフたちにのみ知られ、また開かれており、彼らの船だけが航行できた。
この地球の平面から球状への変化は、トールキンの「アトランティス伝説」の中核でもある。ヌーメノール人は傲慢になり、不死を得たいと考えてヴァリノールに到ろうとしたが、イルーヴァタールはヌーメノールの島を滅ぼし、人間がヴァリノールにたどり着くのを永遠に防ぐために世界を作り変えた。トールキンの未完の草稿The Lost Roadでは、第一紀のエルフの神話から古典的なアトランティス神話、ゲルマン民族の大移動、アングロ＝サクソン人イングランド、そして現代に到るまでを結びつける歴史的継続性のアイデアの草案を示唆し、プラトンのアトランティス伝説や他の洪水伝承をヌーメノールの物語の「混乱した」説明として提案している。世界の破壊的な再形成は、人類の文化的記憶や集合的無意識、個人の遺伝子記憶にまで刷り込まれただろう。トールキンの伝説体系の「アトランティス」の部分は、物理的な世界が変容したためにもはや追憶か神話のなかにしか存在しない西方へと向かう「まっすぐの道」の記憶というテーマを探求している。「アカルラベース」では、災厄を生き延びたヌーメノーレアンが遠祖の地を求めて極西へと航海したものの、ただ世界を回ってもとの出発の地に戻って来るだけに終わったと記されている。
『指輪物語』の刊行の何年も後、Athrabeth Finrod ah Andrethという物語に関するメモにおいて、トールキンはアルダを太陽系と同一視した。この時点では、アルダは複数の天体から成り、ヴァリノールは他の惑星にあり、太陽や月もまた元来の天体であるという構想を考えていたからである。

## 星々と星座

ドゥリンの紋章には、トールキンが北斗七星と明示したヴァラキルカの「七つ星」が描かれている。

トールキンはQenya Lexicon（クウェンヤ語彙集）と呼ばれる名称と意味のリストを作成した。クリストファ・トールキンはこの中から特定の星、惑星、星座についての言及を抄出してThe Book of Lost Talesの付録につけた。太陽はアノールもしくはUrと呼ばれた。月はイシルもしくはSilmoと呼ばれた。「エアレンディルの星」は天空をわたって飛ぶエアレンディルの船ヴィンギロトにとりつけられた宝玉シルマリルの光をしめし、金星のことである。イングランドの古英語詩Christ Iでは「エアレンデル（earendel）」という単語が現れるが、19世紀の文献学者はこの言葉がある種の輝く星を意味することを発見し、1914年以来トールキンはこれを明けの明星とみなし、晩年の1967年になっても同様に考えていた。詩にあるéala éarendel engla beorhtast すなわち「おお、最も輝かしき天使エアレンデルよ」という下りが、トールキンのインスピレーションとなった。
トールキンは太陽系の他の惑星のためにシンダリンの名詞を作り、Molgoth's Ringに収録されているが、それらは他の箇所ではほとんど用いられなかった。そうした名前としては、木星にあたるシリンド、火星にあたるカルニル、水星にあたるエレンミーレ、天王星にあたるかもしれないルイニル、土星にあたるルンバール、そして海王星にあたる可能性のあるネーナルがある。The Book of Lost Talesでは、木星にあたる名前としてモルウェンの語がリストに示されている。
いくつかの個別の星は、トールキン自身、あるいは息子クリストファや他の研究者によって、実際の星の名前に比定されている。トールキンは「旅の仲間」の「三　三人寄れば」において、レンミラス（プレアデス星団）のあと、メネルヴァゴール（オリオン座）のまえに現れる赤い星としてボルギルを挙げている。クリスティン・ラーセンら研究者は、この説明に合致する主要な赤い星はアルデバランのほかないとしている。ヘッルイン（あるいはGil、Nielluin、Nierninwa)はシリウス、Morwinyonはアルクトゥルスである。
惑星と同様、トールキンの伝説体系ではいくつかの有名な星座も名付けられており、現実の北半球で見られる星座と照応させることができる。Eksiqilta（あるいはEkta）はオリオン座の三つ星である。メネルヴァゴール（あるいは空の剣士、メネルマカル、テルメへタール、Daimord、Mordo、Taimavar、Taimondo、Telimbektar、Telimektarなどと呼ばれる）はオリオン座にあたり、トゥーリン・トゥーランバールを意味していた。「網の目のような星の群れ」レンミラス座（あるいはItselokte、Sithaloth）はプレアデス星団である。「ヴァラールの鎌」ヴァラキルカはおおぐま座の北斗七星であり、ヴァルダがメルコールに警告を与えるために北の空に配したものとされる。「蝶」を意味するウィルワリンは、カシオペア座に比定されている。

## 分析
研究者たちは、トールキンは晩年、アルダの平面地球型宇宙論にためらいを覚えて遠ざかり、球状の世界を支持しようとしたように見えることを特筆しているが、それはディアドラ・ドーソンがTolkien Studies誌で「より合理的で科学的に妥当な球形」になるように書き直すことは不可能だと論証したように、伝説体系の全体に深く根付いていた。
トールキン研究者ジャネット・ブレナン・クロフトは、Mythlore誌において、ホビット、人間、エルフ、ドワーフといった中つ国の種族はすべて「善と悪のあいだの文字通り宇宙論的な戦い」を信じ、みな「最後の劇的な戦い」を予期していると主張している。彼女が書くには、読者はアイヌリンダレの記述、たとえばメルコールのアルダを破壊しようという試み、「谷を埋め戻し、山を崩し、海水を撒き散らした――を地質学的な力の表象的描写として読みうる」ように比喩的に解釈することを考えるかもしれないが、本文はそこまで示唆していない、という。

## References

### Primary
1. 1 2  Tolkien 1977, Ainulindalë（『シルマリルの物語』「アイヌリンダレ」）
2. ↑  Tolkien 1993, "Myths Transformed", section VII
3. ↑  Tolkien 1977, ch. 13 "Of the Return of the Noldor"（『シルマリルの物語』「クウェンタ・シルマリッリオン」第十三章「ノルドール族の中つ国帰還のこと」）
4. 1 2 3  Tolkien 1977, ch. 3 "Of the Coming of the Elves and the Captivity of Melkor"（『シルマリルの物語』「クウェンタ・シルマリッリオン」第三章「エルフたちの到来と虜囚となったメルコールのこと」）
5. 1 2  Tolkien 1977, ch. 1 "Of the Beginning of Days"（『シルマリルの物語』「クウェンタ・シルマリッリオン」第一章「世の始まりのこと」）
6. 1 2 3  Tolkien 1977, ch. 11 "Of the Sun and Moon and the Hiding of Valinor"（『シルマリルの物語』「クウェンタ・シルマリッリオン」第十一章「太陽と月とヴァリノール隠しのこと」）
7. 1 2  "Actually in the imagination of this story we are now living on a physically round Earth. But the whole 'legendarium' contains a transition from a flat world ... to a globe ...." Carpenter 2023, #154 to Naomi Mitchison, 25 September 1954
8. 1 2  Tolkien 1977, Akallabêth（『シルマリルの物語』「アカルラベース」）
9. ↑  Tolkien 1984, "The Coming of the Valar"
10. ↑  Tolkien 1955（「追補編」 E I「書き方、綴り方」：「単語及び固有名詞の発音」）
11. 1 2  “Qenya Lexicon”. Parma Eldalamberon 12. This includes star names omitted from The Book of Lost Tales appendix, on its pages 35, 43, 63, and 82.
12. ↑  Tolkien 1955 Appendix E. I, TH（「追補編」 E I「書き方、綴り方」：「単語及び固有名詞の発音」よりTHの項）
13. ↑  Tolkien 1984b, p. 266
14. ↑  Tolkien 1993, Index
15. ↑  Tolkien 1984, Appendix, "Mornie"

### Secondary
1. ↑  Bolintineanu, Alexandra (2013). “Arda”. In Drout, Michael D. C.. J. R. R. Tolkien Encyclopedia. Routledge. pp. 24–25. ISBN 978-0-415-86511-1
2. 1 2 3 4  Shippey 2005
3. ↑  Kocher, Paul (1974) [1972]. Master of Middle-earth: The Achievement of J.R.R. Tolkien. Penguin Books. pp. 8–11. ISBN 0140038779
4. 1 2  Lee, Stuart D.; Solopova, Elizabeth (2005). The Keys of Middle-earth: Discovering Medieval Literature Through the Fiction of J. R. R. Tolkien. Palgrave. pp. 256–257. ISBN 978-1403946713
5. ↑  Larsen, Kristine (2008). Sarah Wells. ed. “A Little Earth of His Own: Tolkien's Lunar Creation Myths”. The Ring Goes Ever on: Proceedings of the Tolkien 2005 Conference (The Tolkien Society) 2:  394–403.
6. 1 2 3 4 5 6  Manning, Jim; Taylor Planetarium (2003). “Elvish Star Lore”. The Planetarian (14).
7. ↑  Larsen, Kristine (2011). “Sea Birds and Morning Stars: Ceyx, Alcyone, and the Many Metamorphoses of Eärendil and Elwing”. In Fisher, Jason. Tolkien and the Study of His Sources: Critical Essays. McFarland Publishing. pp. 69–83 The index entries are Gong, Ingil, Mornië, Morwinyon, Nielluin, Silindrin, and Telimektar.
8. ↑  Larsen, Kristine (2014). Swank, Kris (ed.). Red Comets and Red Stars: Tolkien, Martin, and the Use of Astronomy in Fantasy Series (PDF). Proceedings of the 2nd Mythgard Institute Mythmoot. Vol. 2. Mythgard Institute. 2015年3月21日時点のオリジナル (PDF)よりアーカイブ。
9. ↑  Larsen, Kristine (2005). “A Definitive Identification of Tolkien's 'Borgil': An Astronomical and Literary Approach”. Tolkien Studies 2:  161–170. doi:10.1353/tks.2005.0023.
10. ↑  Madsen, Catherine (2010). “Eru Erased: The Minimalist Cosmology of The Lord of the Rings”. In Kerry, Paul E.. The Ring and the Cross: Christianity and the Lord of the Rings. Fairleigh Dickinson University Press. pp. 152–169. ISBN 978-1-61147-065-9.  オリジナルの19 February 2024時点におけるアーカイブ。 2021年11月16日閲覧。
11. ↑  Dawson, Deidre A. (2008). “The Evolution of Tolkien's Mythology: A Study of the History of Middle-earth (review)”. Tolkien Studies 5 (1):  205–209. doi:10.1353/tks.0.0028. ISSN 1547-3163.
12. ↑  Croft, Janet Brennan (2010). “The Thread on Which Doom Hangs: Free Will, Disobedience, and Eucatastrophe in Tolkien's Middle-earth”. Mythlore 29 (1) 2021年9月23日閲覧。.

### Sources
- Tolkien, J.R.R. (1954a). The Fellowship of the Ring. The Lord of the Rings. Boston: Houghton Mifflin. OCLC 9552942
- Tolkien, J.R.R. (1955). The Return of the King. The Lord of the Rings. Boston: Houghton Mifflin. OCLC 519647821
- Tolkien, J.R.R. (1977). Tolkien, Christopher. ed. The Silmarillion. Houghton Mifflin. ISBN 978-0-395-25730-2
- Shippey, Tom (2005). The Road to Middle-Earth (Third ed.). HarperCollins. ISBN 978-0261102750
- Tolkien, J. R. R. (1993). Christopher Tolkien. ed. Morgoth's Ring. Boston: Houghton Mifflin. ISBN 0-395-68092-1
- Tolkien, J. R. R. (1984). Christopher Tolkien. ed. The Book of Lost Tales. 1. Boston: Houghton Mifflin. ISBN 0-395-35439-0
- Tolkien, J. R. R. (1984b). Christopher Tolkien. ed. The Book of Lost Tales. 2. Boston: Houghton Mifflin. ISBN 0-395-36614-3
- Carpenter, Humphrey, ed (2023). The Letters of J. R. R. Tolkien Revised and Expanded Edition. New York: Harper Collins. ISBN 978-0-35-865298-4